# Station Almere Buiten
Station Almere Buiten is een spoorwegstation in Almere op het traject Weesp – Lelystad (Flevolijn). Het station ligt in het stadsdeel Almere Buiten en werd geopend op 30 mei 1987, tegelijk met Almere Centrum en Almere Muziekwijk. Het station is in ruwbouw hetzelfde als de stations Almere Parkwijk, Almere Muziekwijk en Lelystad Zuid. Sinds de nieuwe dienstregeling in 2013 is Almere Buiten geen intercitystation meer. Daardoor is het in de spits aanzienlijk drukker geworden in treinen. Na veel klachten hierover heeft reizigersvereniging ROVER gevraagd de intercitystop terug te krijgen. Sinds de dienstregeling van 2017 stopt er weer twee keer per uur een intercity.
Station Almere Buiten ligt midden in het centrum van het stadsdeel Almere Buiten.

## OV-chipkaart
Dit station is afgesloten met OVC-poorten.

## Treinen
De volgende treinseries stoppen in Almere Buiten:
| Serie | Treinsoort                                       | Route | Bijzonderheden |
| ----- | ------------------------------------------------ | --- | --- |
| 2400  | Intercity direct (NS)                            | Lelystad Centrum – Almere Buiten – Almere Centrum – Amsterdam Zuid – Schiphol Airport – Rotterdam Centraal                                                | Via HSL. Wordt na 20:00 uur en op zondag vervangen door Intercity direct 12400 die enkel tussen Amsterdam Zuid en Rotterdam Centraal rijdt. Vormt een halfuursdienst met Eurocity direct 9500. Rijdt tot 8:00 richting Lelystad twee maal per uur ter vervanging van de Eurocity direct 9500. |
| 4300  | Sprinter (NS)                                    | Den Haag Centraal – Leiden Centraal – Schiphol Airport – Amsterdam Zuid – Weesp – Almere Centrum – Almere Buiten – Almere Oostvaarders – Lelystad Centrum | |
| 4600  | Sprinter (NS)                                    | Amsterdam Centraal – Weesp – Almere Centrum – Almere Buiten – Almere Oostvaarders                                                                         | Rijdt niet na circa 20:00 uur, op zaterdag voor circa 9:00 uur en op zondag voor circa 10:00 uur. |
| 9500  | Eurocity Direct, Beneluxtrein (NS International) | Lelystad Centrum – Almere Buiten – Almere Centrum – Amsterdam Zuid – Schiphol Airport – Rotterdam Centraal – Antwerpen-Centraal – Brussel-Zuid            | Via HSL. Tussen Schiphol en Rotterdam is bij een reis binnen Nederland een toeslag verschuldigd. Rijdt na 20:00 uur, zaterdagochtend vroeg en op zondag enkel tussen Amsterdam Zuid en Brussel-Zuid v.v.                                                                                      |

## Bussen
Op Almere Buiten komen de buslijnen:

### Metrobussen
| Lijn | Lijn        | Route                                  | Via | Opmerkingen |
| ---- | ----------- | -------------------------------------- | --- | --- |
| M2   | Buitenmetro | Station Centrum - Stripheldenbuurt     | Staatsliedenwijk, Waterwijk, Bouwmeesterbuurt, Molenbuurt, Station Buiten, Seizoenenbuurt, Oostvaardersbuurt, Station Oostvaarders, Sieradenbuurt                    | Rijdt tussen Station Almere Oostvaarders en Stripheldenbuurt in een lagere frequentie, rijdt bij Station Centrum verder als buslijn M1 . Rijdt op zaterdagnacht 24 uur per dag op een deel van de route. |
| M7   | Parkmetro   | Station Centrum - Station Oostvaarders | Flevoziekenhuis, Filmwijk, Parkwijk, Station Parkwijk, Tussen de Vaarten, Landgoederenbuurt, Faunabuurt, Bloemenbuurt, Station Buiten, Regenboogbuurt, Eilandenbuurt | Rijdt op zaterdagnacht 24 uur per dag op een deel van de route. |

### R-net
| Lijn | Route                                                     | via | Opmerking |
| ---- | --------------------------------------------------------- | --- | --------- |
| 330  | Almere, Station Buiten - Amsterdam, Station Bijlmer ArenA | Almere Buiten (Bloemenbuurt, Faunabuurt, Landgoederenbuurt), Almere Stad (Tussen de Vaarten, Sallandsekant, Danswijk, Veluwsekant, Busstation ’t Oor), Muiden (P+R, Maxisweg), Diemen (Diemerknoop, Provincialeweg), Amsterdam-Zuidoost (Eekholt, Bijlmerplein) |           |

### flexiGo
| Lijn | Route                            | Via | Opmerkingen                                                                                         |
| ---- | -------------------------------- | --- | --------------------------------------------------------------------------------------------------- |
| 22   | Station Almere Buiten - De Vaart | Molenbuurt, Bolderweg, (Draaibrugweg, Vlotbrugweg, Hefbrugweg,) Damsluisweg, (Schutsluisweg,) Groene Kadeweg | Rijdt in de spitsrichting ook via de haltes Draaibrugweg, Vlotbrugweg, Hefbrugweg en Schutsluisweg. |

### nightGo
| Lijn | Route                                           | Via | Opmerkingen                    |
| ---- | ----------------------------------------------- | --- | ------------------------------ |
| N22  | Almere, Station Buiten - Amsterdam, Leidseplein | Almere Buiten (Bloemenbuurt, Faunabuurt, Landgoederenbuurt), Almere Stad (Tussen de Vaarten, Sallandsekant, Danswijk, Parkwijk, Station Parkwijk, Parkwijk, Filmwijk, Flevoziekenhuis, Station Centrum, Staatsliedenwijk, Kruidenwijk, Muziekwijk, Station Muziekwijk, Componistenpad, Station Muziekwijk, Literatuurwijk, Hogekant), Almere Poort (Middenkant, Homeruskwartier, Columbuskwartier, Europakwartier, Station Poort), Muiden (P+R), Amsterdam (Brinklaan, Middenweg, Amstelstation) | Rijdt alleen op zaterdagnacht. |

## Ontwikkeling aantal reizigers
Het aantal door NS vervoerde reizigers (per gemiddelde werkdag) ontwikkelde zich sedert 2019 als volgt:
| Jaar | Aantal reizigers |
| ---- | ---------------- |
| 2019 | 7.893            |
| 2020 | 4.202            |
| 2021 | 4.354            |
| 2022 | 5.280            |
| 2023 | 5.106            |
| 2024 | 4.679            |

## Afbeeldingen

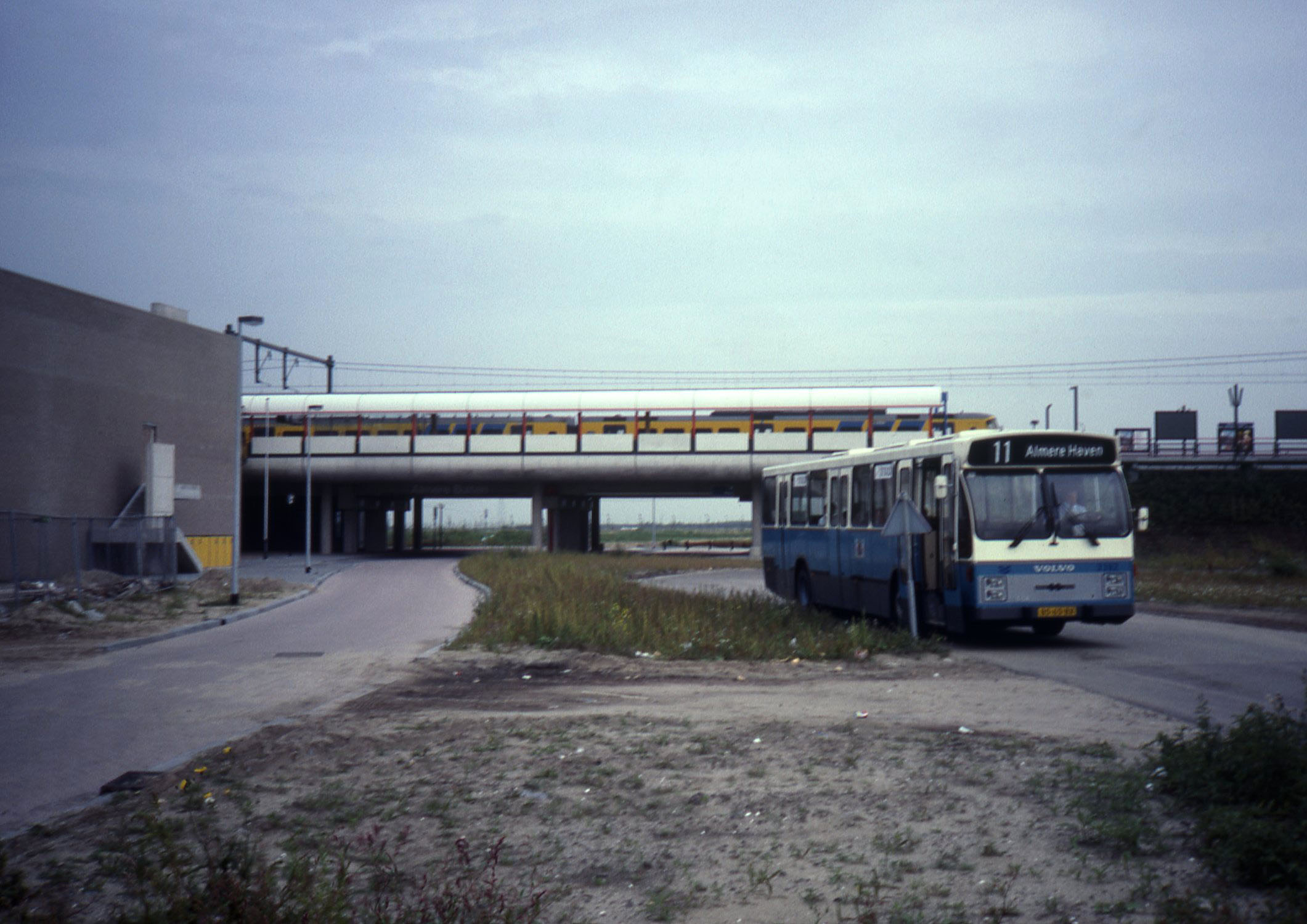
Het station in 1987
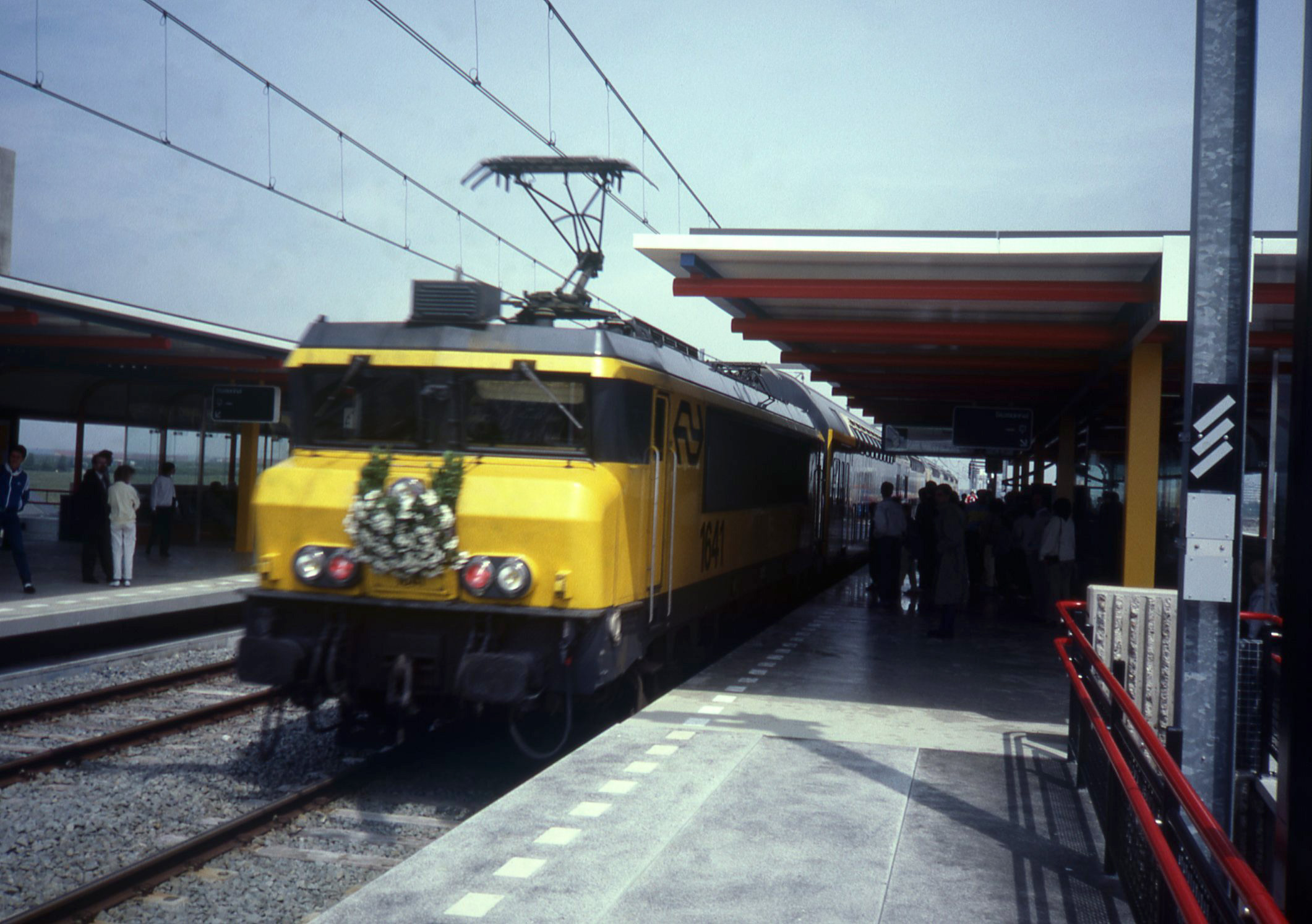
DDM-1 op het station tijdens de opening
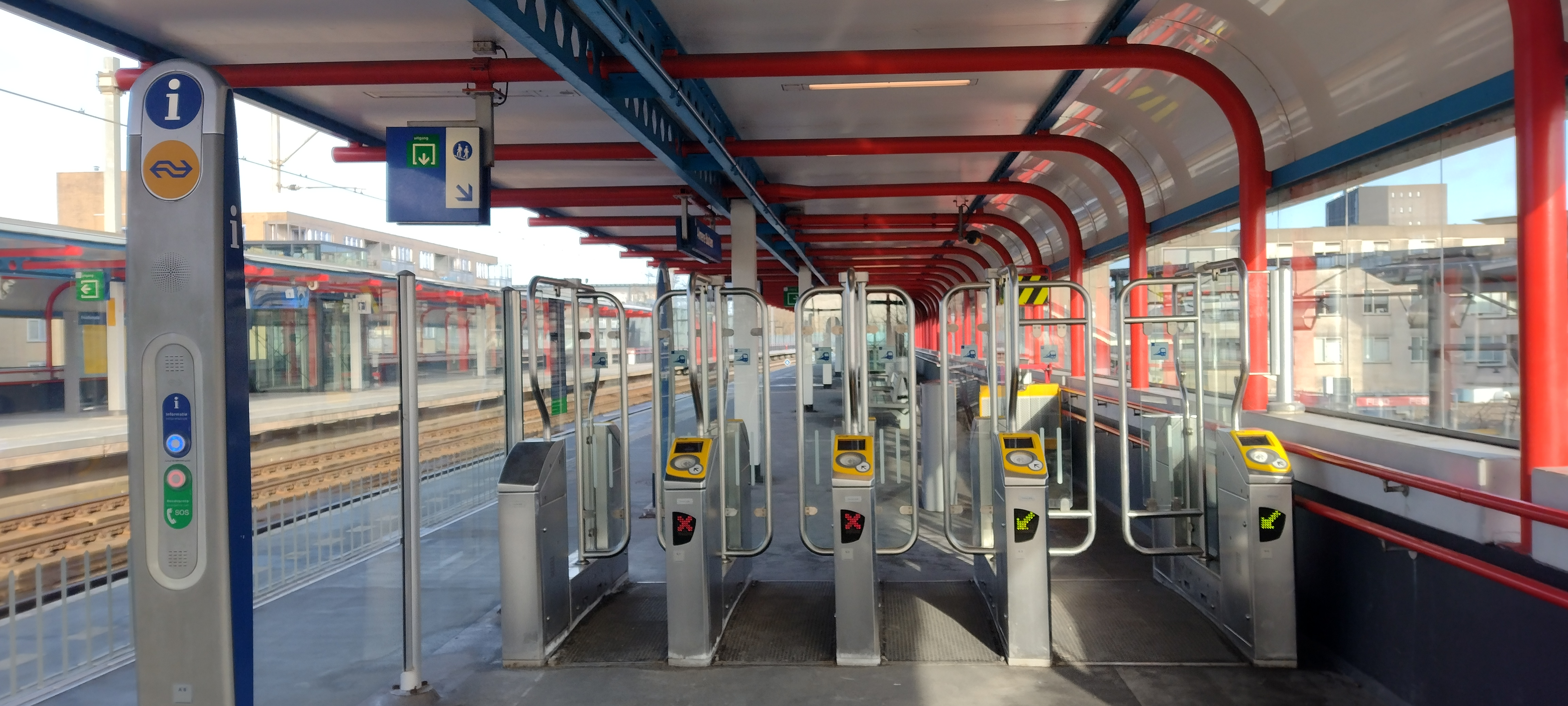
Perron van het station, afgesloten met poortjes
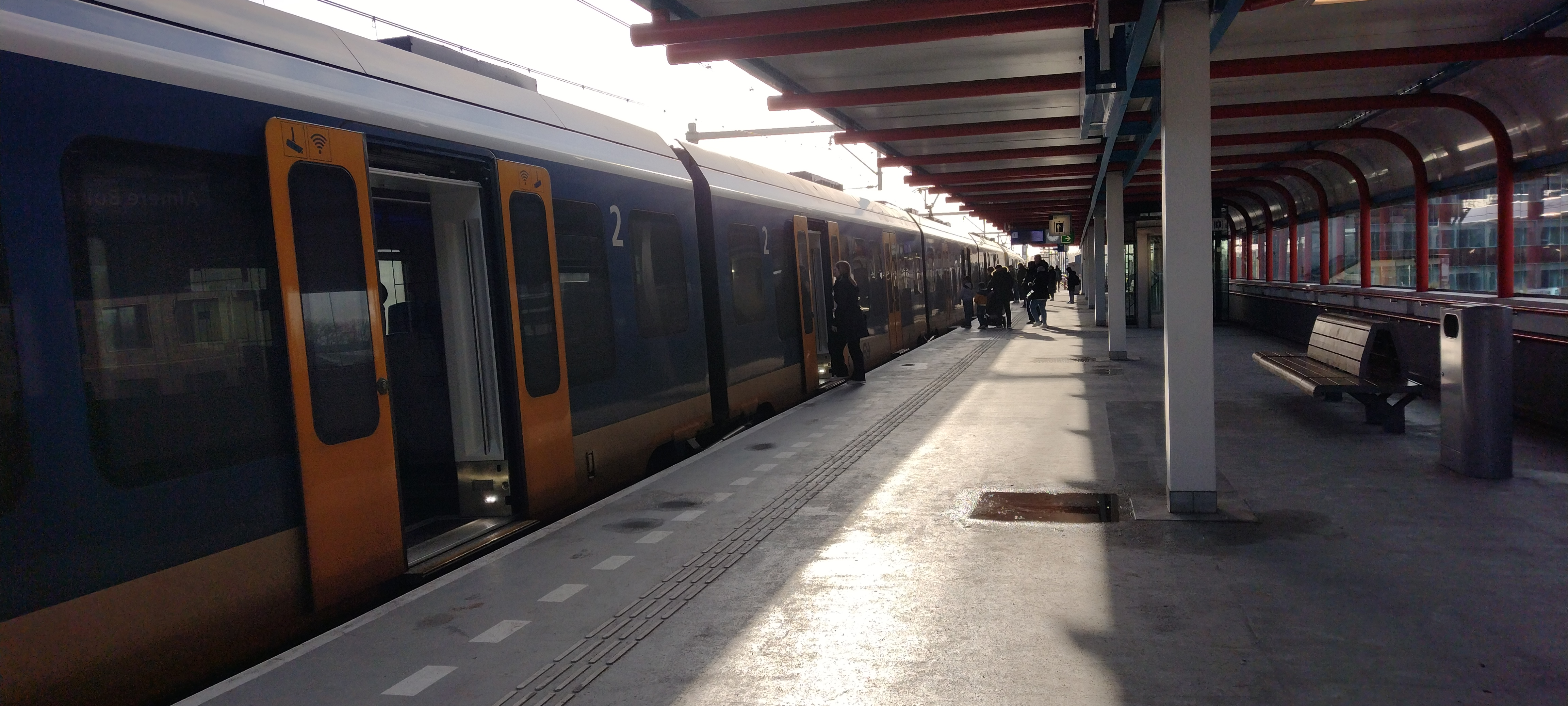
SNG op het station

0: Weesp · 
7: Almere Strand ·
12: Almere Poort ·
13: Almere Muziekwijk ·
15: Almere Centrum ·
17: Almere Parkwijk ·
20: Almere Buiten ·
22: Almere Oostvaarders ·
38: Lelystad Zuid ·
40: Lelystad Centrum
Almere:
-Buiten ·
-Centrum ·
-Muziekwijk ·
-Oostvaarders ·
-Parkwijk ·
-Poort ·
Dronten ·
Lelystad Centrum